# Den Oordt
De molen op Den Oordt in het Overijsselse Ommen is een van de weinige resterende zeskante windmolens in Nederland. Dat deze molen afkomstig zou zijn uit de Zaanstreek is totaal onjuist.  In 1824 is de molen ter plekke gebouwd met hout uit het Poolse gebied. 2 dendrochronologische onderzoeken hebben dit uitgewezen. Deze onderzoeken zijn bekostigd door Stichting de Overijsselse Molen. Timmerman Roelof Makkinga was mogelijk de opdrachtgever voor de bouw en is direct gebouwd als zaagmolen. De Oord is eigenlijk een plaatsaanduiding, liggend aan een bocht in de Vecht. Achter de molen lag een kolk, waarin bomen werden gewaterd voor zij werden verzaagd. In 1895 werd Hein Oldeman eigenaar en deze molenaar legde zich toe op het malen van graan, daar het zagen steeds minder lonend was. Daarvoor zijn twee koppels maalstenen geplaatst. Om minder afhankelijk te zijn van de wind werd er op den duur met een oliemotor en later elektrisch gemalen. Het bedrijf werd echter steeds minder rendabel en de molen op Den Oordt raakte in het midden van de 20e eeuw in verval. In 1954 is het complex verkocht aan de gemeente Ommen. In 1960/1961 is de molen ingrijpend gerestaureerd, waarbij het zaagwerk is verwijderd. In 2023 heeft het bestuur, in overleg met de Gemeente een aanvang gemaakt de molen weer te voorzien van een zaagwerk. In 2024 is hiermee begonnen en verwachting is dat medio 2025 de zaagmolen kan draaien. 